# نیکون اف‌جی
نیکون اف‌جی (به انگلیسی: Nikon FG) یک دوربین عکاسی ساخت شرکت نیکون است.